# Brachygalba lugubris
Brachygalba lugubris là một loài chim trong họ Galbulidae.